# Iphiaulax fornasinii
Iphiaulax fornasinii är en stekelart som beskrevs av Joseph Kriechbaumer 1894.
Iphiaulax fornasinii ingår i släktet Iphiaulax och familjen bracksteklar. Inga underarter finns listade i Catalogue of Life.